# Burg Galenbeck
Die Burg Galenbeck ist die Ruine einer Burg auf dem Gemeindegebiet Galenbeck im Landkreis Mecklenburgische Seenplatte in Mecklenburg-Vorpommern.
Die Niederungsburg befindet sich in unmittelbarer Nähe zum ehemaligen Gutshof, 200 Meter nordwestlich der Kirche am Rande der sumpfigen Uferzone des Galenbecker Sees. Sie war eine der bedeutendsten Burganlagen Mecklenburgs im Mittelalter. Die Burg bestand aus einer Vor- und einer Hauptburg. Zur Hauptburg gehörte der Turmhügel (Motte), der Bergfried und der Wohnturm.

## Geschichte
Errichtet wurde die Burg in drei Bauphasen. Durch den Vertrag von Kremmen kam die Burg, zusammen mit den Ländern Wustrow, Stargard und Beseritz im Jahr 1236 als ehemals pommerscher Besitz an die Mark Brandenburg. Diese Neuerwerbungen sollten durch die Anlage von Burgen gesichert werden. Wegen der strategisch günstigen Lage wurde die damals aus einem Erdwall und Palisadenzaun bestehende Burg mit Steinbauten ausgebaut.
So wurde zwischen den Jahren 1236 und 1250 ein quadratischer Turmhügel von 24 Meter  Seitenlänge errichtet. Dieser war von einem einfachen Graben-Wall-System umgeben. Der Graben stand ursprünglich mit dem Galenbecker See in Verbindung und war somit mit Wasser gefüllt. Auf dem Hügel stand ein hölzerner Turm, den eine Palisade umgab. Diese Anlage fiel den Flammen zum Opfer. Von 1250 bis 1390 wurde ein steinerner, quadratischer Wohnturm errichtet und eine neue Palisade aus Eichenbohlen gebaut. Im Jahr 1408 wurde ein Ritter Vicco Riebe als Besitzer der Burg genannt.
In der dritten Bauphase von 1390 bis 1453 wurden der runde Bergfried und der Palas errichtet. Der quadratische Wohnturm wurde z. T. abgetragen. In die Mauer des Wohnturmes wurde eine Treppe eingebrochen. Dadurch diente der Rest des Turmes als Treppenturm für den Palas zum Aufstieg zum runden Bergfried, der über eine Holzbrücke vom Wohnturm aus zu erreichen war, sowie im unteren Teil als Keller. Nachdem sich die Burgbesitzer Riebe in einen innerstädtischen Stralsunder Konflikt einmischten, eroberte und zerstörte eine Stralsunder Streitmacht im Jahr 1453 die Befestigungsanlagen der Burg. Nach dem Vertrag von Vietmannsdorf 1304 kam die Burg mit der Herrschaft Stargard unter mecklenburgische Herrschaft. Bis ins 17. Jahrhundert wurde sie noch von der Familie Riebe bewohnt. Diese errichtete neben den Resten der zerstörten Burg im Jahr 1712 das Herrenhaus aus Fachwerk.
Seit 1978 wurden verschiedene archäologische Grabungen durchgeführt. Dabei wurde die Burgruine vor allen Dingen freigelegt, gesäubert und für Besichtigungen einschließlich Beschilderung und Wegebegrenzungen hergerichtet.

## Baulichkeiten
Die Vorburg wird durch einen jetzt teils zugefüllten Graben vom Dorf getrennt. Sie besteht aus einem etwa 20 Meter breiten und etwa vier Meter hohen Wall, der auf der Süd- und Ostseite die Burg begrenzt. Hier befanden sich vermutlich Wirtschaftsgebäude, von denen jedoch keine mehr vorhanden sind. Nur die Fundamente und Mauerreste eines Eckturmes sind noch erkennbar. Die Hauptburg ist ein ausgebauter Turmhügel von 24 × 24 Meter Seitenlänge und zwei Metern Höhe. An Bauresten befinden sich hier die Grundmauern des Palas, eines bewohnbaren Wohnturmes des 13. Jahrhunderts und der bis neun Meter hohe Rest des Bergfrieds aus dem ersten Drittel des 15. Jahrhunderts.
Die Burgruine liegt am Europäischen Fernwanderweg E9a.

## Nachweise
1. ↑  Genealogisches Handbuch des Adels, Adelslexikon Band XI, Band 122 der Gesamtreihe, Seite 397–398
2. ↑  Sabine Bock: Herrschaftliche Wohnhäuser auf den Gütern und Domänen in Mecklenburg-Strelitz. Architektur und Geschichte. (= Beiträge zur Architekturgeschichte und Denkmalpflege, 7.1–3), Thomas Helms Verlag, Schwerin  2008, ISBN 978-3-935749-05-3, Band 1, S. 246–263.
3. ↑  Kulturlandschaftsdokumentation des Landesheimatverbandes Mecklenburg-Vorpommerns